# Hiraea glabrata
Hiraea glabrata är en tvåhjärtbladig växtart som beskrevs av W.R.Anderson och C.Davis. Hiraea glabrata ingår i släktet Hiraea och familjen Malpighiaceae. Inga underarter finns listade i Catalogue of Life.